# Ciara Renée

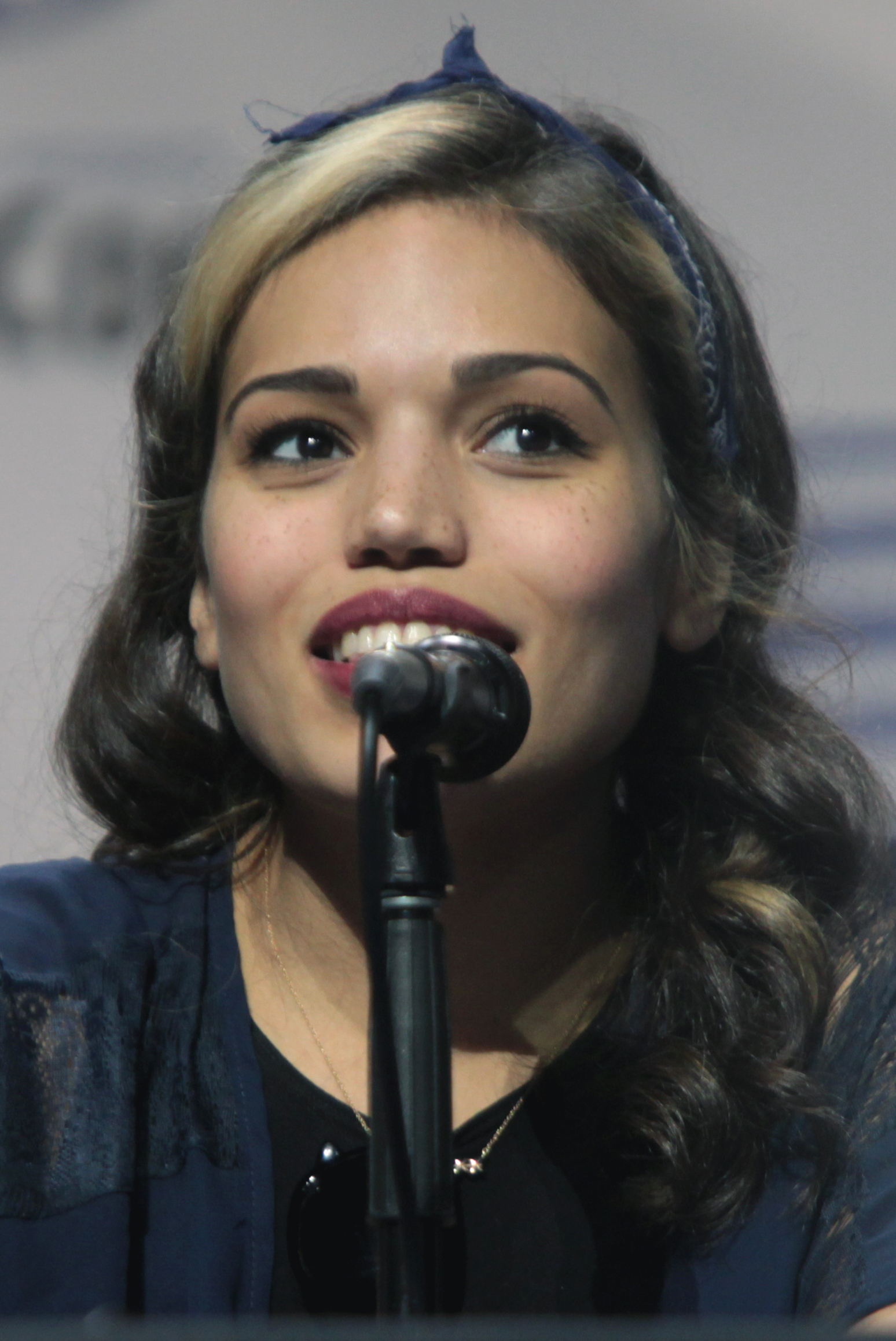
Ciara Renée (2016)

Ciara Renée Harper (* 19. Oktober 1990 in Harrisburg, Dauphin County, Pennsylvania) ist eine US-amerikanische Sängerin, Theater- und Filmschauspielerin. Sie wurde einem breiten Publikum durch die Verkörperung des Charakters Kendra Saunders/Hawkgirl in verschiedenen Fernsehserien innerhalb des DC-Universums bekannt.

## Leben
Ihr Vater ist Afroamerikaner, ihre Mutter stammt aus Puerto Rico. Nach dem Besuch der Central Dauphin East High School studierte sie an der Baldwin Wallace University das Fach Musiktheater. Sie schloss 2013 ihr Studium ab und debütierte im selben Jahr als Theaterschauspielerin am Broadway.
Sie debütierte 2014 in einer Episode der Fernsehserie Law & Order: Special Victims Unit als Fernsehschauspielerin. 2015 war sie in insgesamt vier Episoden der Fernsehserie The Flash in der Rolle der Hawkgirl. Im selben Jahr verkörperte sie dieselbe Rolle in einer Episode der Fernsehserie Arrow. 2016 folgten 16 Episoden als Hawkgirl in Legends of Tomorrow. Renée war in jeweils einer Episode der Fernsehserien Master of None (2017) und The Big Bang Theory (2018) und 2020 in dem Kurzfilm Cooped Up zu sehen.

## Filmografie
- 2014: Law & Order: Special Victims Unit (Fernsehserie, Episode 16x01)
- 2015: The Flash (Fernsehserie, 4 Episoden)
- 2015: Arrow (Fernsehserie, Episode 4x08)
- 2016: Legends of Tomorrow (Fernsehserie, 16 Episoden)
- 2017: Master of None (Fernsehserie, Episode 2x02)
- 2018: The Big Bang Theory (Fernsehserie, Episode 12x01)
- 2020: Cooped Up (Kurzfilm)
- 2021: A Shot Through the Wall
- 2021: Evil (Fernsehserie, Stimme von Abbey, 4 Episoden)
- 2022: Deborah
- 2023: Your Honor (Fernsehserie, 5 Episoden)
- 2023: Paint
- 2024: Elsbeth (Fernsehserie, Episode 2x05)

## Bühnenauftritte
- 2013: Big Fish (Broadway)
- 2014: Pippin (Broadway)
- 2014: The Hunchback of Notre Dame (La Jolla Playhouse, San Diego, Kalifornien)
- 2016: Tick, Tick...Boom! (Off-Broadway)
- 2017: Jesus Christ Superstar (Municipal Theatre Association of St. Louis, Missouri)
- 2019: The Wrong Man (Off-Broadway)
- 2020: Frozen (Broadway)